# Стів Де Ріддер
Стів Де Ріддер (фр. Steve De Ridder, нар. 25 лютого 1987, Гент) — бельгійський футболіст, півзахисник, фланговий півзахисник клубу «Локерен».

## Ігрова кар'єра
Народився 25 лютого 1987 року в місті Гент. Вихованець футбольної школи клубу «Гент». Дорослу футбольну кар'єру розпочав 2004 року в основній команді того ж клубу, в якій провів чотири сезони, взявши за цей час участь лише в одному матчі чемпіонату. Натомість протягом 2006—2008 років набував ігрового досвіду в оренді в команді нижчолігового клубу «Гамме».
Зацікавив представників тренерського штабу нідерландського клубу «Де Графсхап», до складу якого приєднався 2008 року. Відіграв за команду з Дутинхема наступні три сезони своєї ігрової кар'єри. Більшість часу, проведеного у складі «Де Графсхапа», був основним гравцем команди.
Згодом з 2011 по 2014 рік грав у складі команд клубів «Саутгемптон», «Болтон Вондерерз» та «Утрехт».
До складу клубу «Копенгаген» приєднався влітку 2014 року.